# Selenops cabagan
Espèce
Selenops cabagan est une espèce d'araignées aranéomorphes de la famille des Selenopidae.

## Distribution
Cette espèce est endémique de Cuba. Elle se rencontre dans les provinces de Guantánamo et de Santiago de Cuba.

## Description
La femelle holotype mesure 7,25 mm et le mâle paratype 4,50 mm.

## Étymologie
Son nom d'espèce lui a été donné en référence au lieu de sa découverte, Cabagán.

## Publication originale
- Alayón, 2005 : La familia Selenopidae (Arachnida: Araneae) en Cuba. Solenodon, vol. 5, p. 10-52.